# Avril 1884

## Événements
- Léopold II de Belgique accorde à la France un « droit de préférence » au cas où il voudrait vendre ses possessions au Congo.

- 4 avril : traité de Valparaiso dit de la « Trêve indéfinie ». À la suite de la victoire du Chili dans la guerre du Pacifique (1879-1884) contre la Bolivie et le Pérou :
  - le Chili acquiert les régions de l'Atacama et d'Antofagasta qui contiennent des mines de nitrates et de cuivre, et le territoire d'Arica.
  - La Bolivie perd sa façade maritime. Elle voit s’accentuer son isolement et son retard économique.
  - Le Pérou sort épuisé de cette guerre et cède ses provinces méridionales.
- 5 avril : réglementation de la vie administrative locale
  - Une loi municipale décide trois points :
    - confirmation de la Loi du 4 mars 1882 rendant aux conseils municipaux le droit d'élire les maires
    - inéligibilité des ministres du culte aux fonctions municipales
    - obligation pour toute commune d'acquérir ou de louer un hôtel-de-ville, mettant fin à la pratique fort répandue de confondre "Mairie" et domicile privé du Maire.
- 9 avril : le commandant Combes est nommé en remplacement de Boylève au commandement du Haut-Fleuve et les opérations militaires reprennent contre Ahmadou. L’enseigne de vaisseau Froger[Qui ?] amène à Bamako la canonnière le Niger, bâtiment démontable, mis à l’eau en aval des rapides de Sotuba, qui le conduit à Koulikoro.
- 24 avril : soutenu par l’opinion publique, Bismarck décrète la colonisation de la côte de l’actuelle Namibie. L'Allemagne occupe la Namibie. Les ethnies locales, Hereros et Hottentots, seront soumises par la force.
- 25 avril : le consul allemand de Zanzibar demande au sultan Seyyid Bargash le contrôle de la route de Tabora. Les protestations du sultan et les appels qu’il lance aux Britanniques précipitent les événements.
- 28 avril - 11 juin : règne de Kwaku Dua II, asantehene des Ashanti. Il meurt de maladie.

## Naissances
- 4 avril : Saturnin Fabre, comédien († 24 octobre 1961).
- 6 avril : Walter Huston, comédien.
- 7 avril : Bronisław Malinowski, anthropologue et ethnologue polonais († 14 mai 1942).
- 11 avril : León Felipe, poète espagnol († 18 septembre 1968).
- 12 avril : Maurice Brasset, homme politique fédéral provenant du Québec.
- 18 avril : Ludwig Meidner, peintre et graveur expressionniste juif allemand († 14 mai 1966).
- 22 avril : Fernand Siméon, peintre, graveur et illustrateur français († 2 mai 1928).